# Hermandad de Santa Marta (Jerez)
La Hermandad de Santa Marta, cuyo nombre completo es  Piadosa Hermandad del Santísimo Cristo de la Caridad en su Traslado al Sepulcro, Penas y Lágrimas de María Santísima, Madre de Dios del Patrocinio y Santa Marta, es una cofradía de la Iglesia católica, sita en la ciudad de Jerez, provincia de Cádiz (España).

## Historia

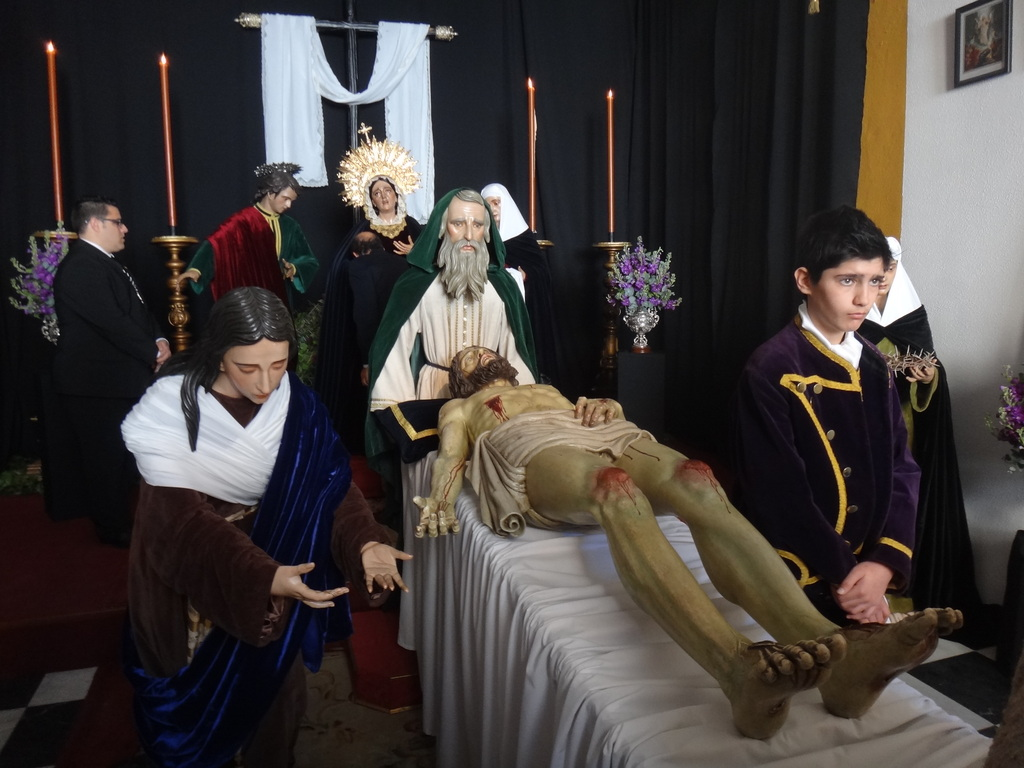
Figuras del misterio en besamanos

Fue fundada por el gremio de la hostelería, y aprobó sus primeras reglas el 22 de julio de 1960, en el año 1997 construyeron su propia capilla.
Santísimo Cristo de la Caridad
Traslado de Cristo al Sepulcro. El Cristo es obra de Antonio Eslava Rubio y fue bendecido el 5 de noviembre de 1962.
Madre de Dios del Patrocinio.
Madre de Dios del Patrocinio. Imagen de talla completa de estilo sevillano. Francisco Pinto Berraquero. Bendecida el 15 de noviembre de 1959.  
Reseña histórica
El 8 de diciembre de 1958 por iniciativa del gremio de la hostelería, se constituyó la comisión organizadora de esta Hermandad del Santo Cristo de la Caridad y María Santísima Madre de Dios del Patrocinio.
El 22 de julio de 1960, son aprobadas sus primeras Reglas por las que se regirá la Hermandad. Salió por primera vez en Sábado Santo, con un solo paso de misterio donde procesionaba la imagen de la Virgen y al fondo una cruz de la que colgaba un sudario. Actualmente, y desde 1981, procesiona en miércoles Santo.
En el año 1966, la imagen de Madre de Dios del Patrocinio procesionó en paso de palio, siendo colocada en el paso de misterio María Santísima de Penas y Lágrimas. Desde el año 1997, realiza su salida procesional desde su casa de hermandad, muy cerca de la parroquia de San Mateo.
Paso del Cristo de la Caridad. Foto: Fernández Lira
deatlle de las imágenes del paso del Cristo de la Caridad. Foto: Fernández Lira
Paso de Misterio
El paso de misterio se le compró a la Hermandad de San Benito, de Sevilla, en el año 1966. La hermandad sevillana lo había estrenado en el 45; la talla es de José Gallego y el dorado de Herrera y Feria. El misterio lo componen nueve imágenes; todas son de talla completa del carmonense Antonio Eslava Rubio. El titular, el Cristo de la Caridad, fue bendecido en el año 1962. La Virgen y el San Juan fueron bendecidos en febrero del año 1963. Los dos Santos Varones llevan el cuerpo del Señor, y la Magdalena, Santa Marta y María Salomé caminan junto a ellos. Cierra la comitiva la Virgen, San Juan y María la de los Zebedeos.
Paso de Palio
La Dolorosa “Madre de Dios del Patrocinio” es una imagen de talla completa, obra de Francisco Pinto Berraquero y fue bendecida en noviembre del año 1959. Esta imagen procesionó desde 1960 al 65 en un paso de misterio. Cuando salió el misterio del Traslado al Sepulcro, en el año 66, la Virgen del Patrocinio comenzó a procesionar en una paso de palio. Los respiraderos los repujó Manuel Rodríguez para la Hermandad de la Soledad y fueron comprados a la Hermandad de la Soledad. Los candelabros de cola son de Jesús Rodríguez. El resto de las piezas son del Taller Viuda de Villarreal. Todo es de plata cofradiera. El techo del palio es de malla y bordado por Fernández y Enríquez. Las caídas son de José Antonio Cachero. El manto de terciopelo, color burdeos, lo comenzó a bordar Fernández y Enríquez en los años ochenta. Está sin terminar. En el año 2015 nace el taller de bordados de la Hermandad bajo dirección de D.Eusebio Romero Ibáñez estrenándose ese mismo año un manto de camerin rojo con bordados en oro para Madre de Dios del Patrocinio y un manto de salida en color negro y bordados en oro para Penas y Lágrimas de María Santísima, En el 2.016 estrenan dos túnicas una para Santa Marta en blanco y oro, una en marrón y oro para San Nicodemo y una saya negra y oro para Penas y Lágrimas de María Santísima más ocho mantolines en diversos colores.. En 2017 estrenan túnicas San Juan Evangelista en terciopelo verde y bordada en oro. María Magdalena en color buganvilla y bordados en oro, María Cleofas en color mostaza bordados en oro y María Salomé en color azul con bordados en oro. En el proyecto del taller esta terminar por completo tanto el misterio como el palio.

## Túnica
Una de las peculiaridades de esta cofradía es que cuenta con dos túnicas, una para el cortejo de misterio y una para el cortejo del paso de palio.

### Cortejo de Misterio
Túnica de cola negra, con antifaz y zapatillas del mismo color, cíngulo y botonadura de color blanco.

### Cortejo de Palio
En sus orígenes, esta era la túnica con la que procesionaban todos los hermanos, tanto del misterio como del palio.
Túnica y antifaz negro, con capa, botonadura y cíngulo blancos.

## Pasos
El primero de los pasos muestra el traslado de Jesús al sepulcro, tras ser descendido de la cruz. La talla del paso es de José Gallego y el dorado de Herrera y Feria, el paso fue comprado a la Hermandad de San Benito de Sevilla. El misterio lo componen nueve imágenes; todas son del carmonense Antonio Eslava Rubio. El titular, el Cristo de la Caridad, fue bendecido en el año 1962.

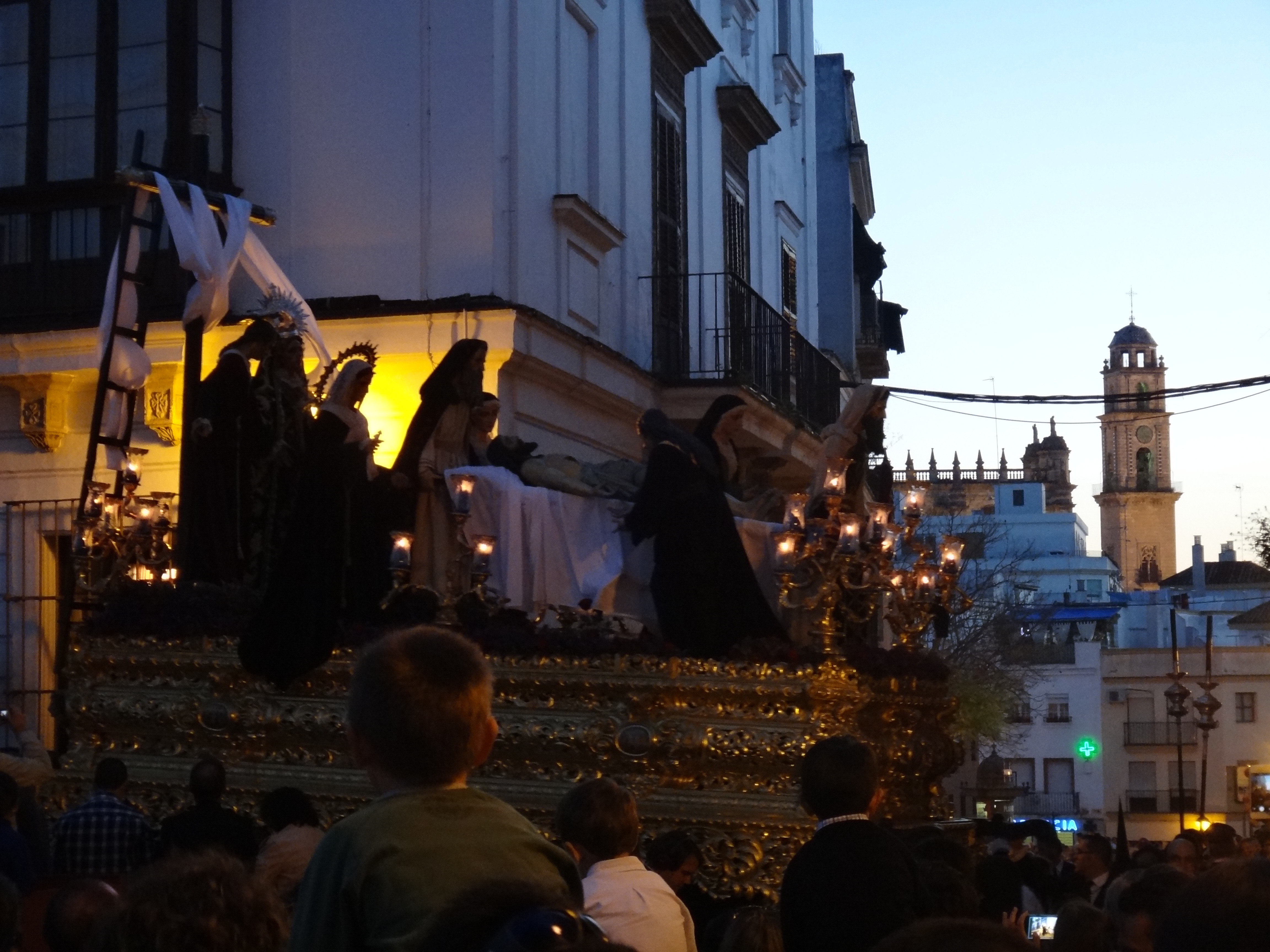
Paso de misterio

En el segundo de los pasos aparece Madre de Dios del Patrocinio en un palio de malla. La Virgen es obra de Francisco Pinto Berraquero y fue bendecida en noviembre del año 1959.

## Sede
Su sede canónica hasta 1997 fue la Iglesia de San Mateo, actualmente es la Capilla de Santa Marta, al otro extremo de la Plaza de San Mateo.

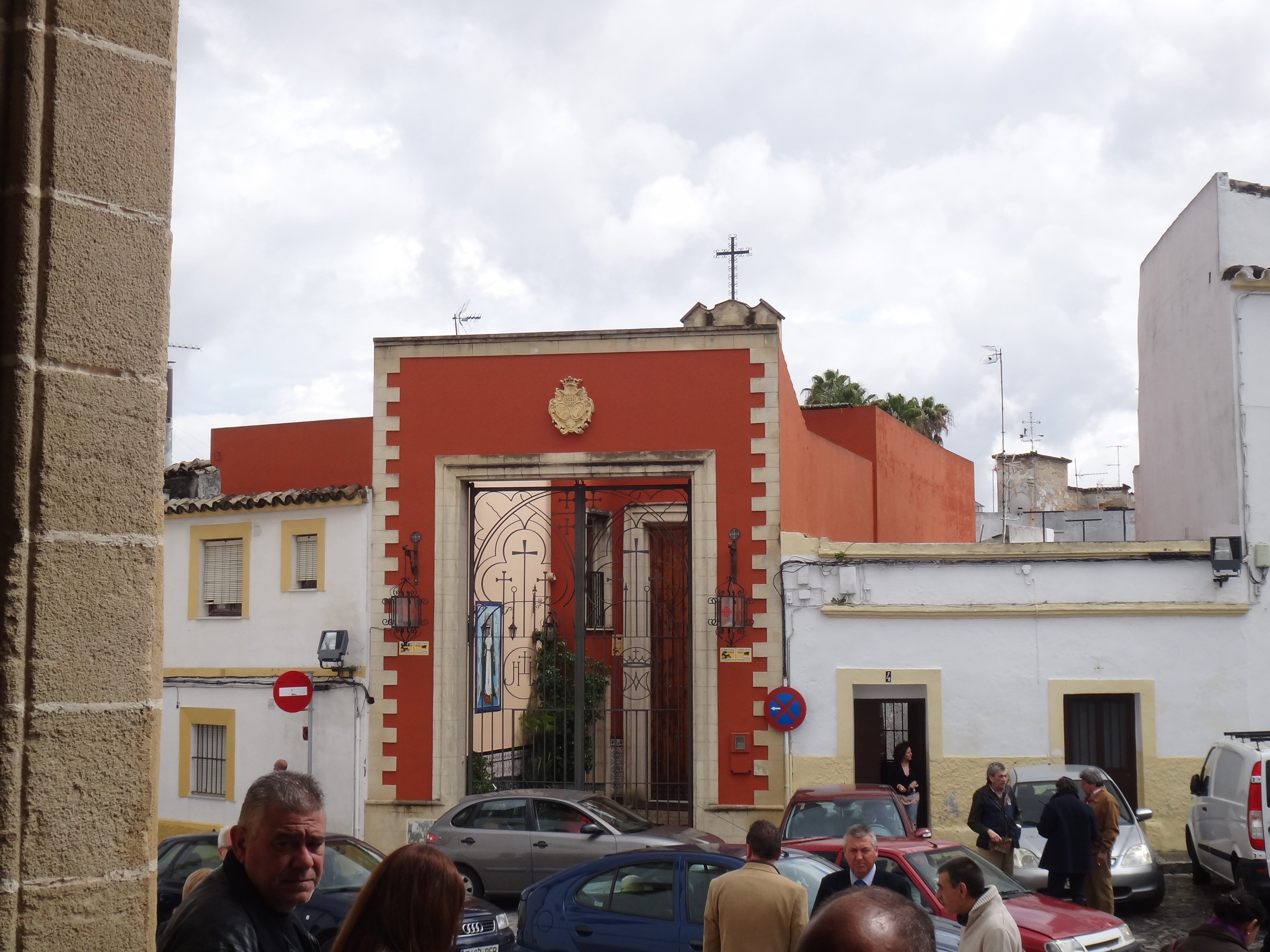
Capilla de Santa Marta

## Paso por carrera oficial
San Mateo, Plaza del Mercado (lado derecho), Justicia, Plaza San Juan, Francos, Plaza Compañía, Padre Rego, Plaza San Marcos, Rivero, Puerta de Sevilla, Porvera, San Juan de Dios, Plaza Mamelón (Carruaje), Sevilla, Eguiluz, Plaza Aladro, Palquillo, CARRERA OFICIAL, Encarnación, Reducto Cardenal Bueno Monreal, Cruces, Plaza Domecq (lado derecho), Barranco, Plaza Belén, Plaza San Lucas, Cabezas, Plaza del Mercado, San Mateo.
SALIDA: 16:50
PALQUILLO: Cruz - 19:15 / Últ. Paso - 19:35
PLAZA ASUNCIÓN: Cruz - 20:35 / Últ. Paso - 20:55
CATEDRAL: Cruz - 21:05 / Últ. Paso - 21:25
FUERA CATEDRAL: Cruz - 21:15 / Últ. Paso - 21:35
ENTRADA: 23:45
| Predecesor: El Consuelo | Orden de entrada en Carrera Oficial (Miércoles Santo) 3º lugar | Sucesor: Tres Caídas |